# Arena da Baixada
Arena da Baixada, officiellt Estádio Joaquim Américo Guimarães och mellan 2005 och 2008 Kyocera Arena, är en fotbollsarena i Curitiba i delstaten Paraná i Brasilien. Arenan ägs av klubben CA Paranaense som också spelar sina hemmamatcher på arenan. Arenan har en kapacitet på 39 631 (tidigare 25 180) åskådare. Arena da Baixada är en av tolv arenor under världsmästerskapet i fotboll 2014.

## Historia
Arenan invigdes 1914, på platsen för ett tidigare vapenlager för den brasilianska armén. Från dess öppnande 1914 till 1924 var det Internacional FC som var hemmalag, men när de gick ihop med lokalkonkurrenten América FC och bildade CA Paranaense så tog den nya klubben över som ägare och hemmalag.
Arenan stängdes 1970, men öppnades åter 1984. Men i mitten av 1990-talet beslutades det om att en ny arena skulle byggas i dess ställe. Därför revs den gamla arenan mellan 1995 och 1996 för att ge plats åt den nya arenan som invigdes den 24 juni 1999 med en match mellan CA Paranaense och Cerro Porteño från Paraguay. Matchen vanns av hemmalaget med 2-1.

## VM 2014
Den 31 maj 2009 meddelade det brasilianska fotbollsförbundet CBU att Arena da Baixada blir en av de tolv arenor som kommer att stå som värd för världsmästerskapet i fotboll 2014. Inför turneringen utökades kapaciteten på arenan från nuvarande 25 180 åskådare till cirka 40 000.

## Källhänvisningar
1. ↑  "Arena da Baixada – História". Arkiverad 30 juni 2014 hämtat från the Wayback Machine. Furacao.com. Läst 21 juni 2014. (portugisiska)
2. ↑  "Estrutura". Arkiverad 11 december 2010 hämtat från the Wayback Machine. Atleticoparanaense.com. Läst 21 juni 2014. (portugisiska)